# Sulfuryl chloride
Sulfuryl chloride là một hợp chất vô cơ có công thức hóa học SO2Cl2. Ở nhiệt độ phòng, nó là chất lỏng không màu có mùi hăng. Sulfuryl chloride không có trong tự nhiên, vì nó thủy phân nhanh chóng.
Sulfuryl chloride thường bị nhầm lẫn với thionyl chloride, SOCl2. Tính chất của hai lưu huỳnh oxychloride này khá khác nhau: sulfuryl chloride là một nguồn chlor trong khi thionyl chloride là nguồn ion chloride. Tên IUPAC khác của nó là sulfuroyl dichloride.

## Cấu trúc
Các nguyên tử lưu huỳnh kết nối tứ diện trong SO2Cl2, gắn vào hai nguyên tử oxy bằng liên kết đôi phân cực (mà không dùng đến orbital d) và gắn vào hai nguyên tử clo bằng liên kết đơn phân cực. Trạng thái oxy hóa của nguyên tử lưu huỳnh là +6, giống như ở axit sulfuric.

## Tổng hợp
SO2Cl2 được tổng hợp bằng phản ứng giữa lưu huỳnh dioxide và chlor với xúc tác, như than hoạt tính.
SO2  +  Cl2  →  SO2Cl2
Sản phẩm thô có thể được tinh chế bằng cách chưng cất phân đoạn. Người ta ít khi tổng hợp SO2Cl2 trong phòng thí nghiệm vì nó có bán sẵn ngoài thị trường. Sulfuryl chloride cũng có thể được coi là dẫn xuất của acid sulfuric.
Sulfuryl chloride lần đầu tiên được nhà hóa học người Pháp Henri Victor Regnault điều chế vào năm 1838.

## Phản ứng
Sulfuryl chloride phản ứng với nước, tạo ra khí hydro chloride và acid sulfuric:
2 H2O  +  SO2Cl2  →  2 HCl + H2SO4
SO2Cl2 cũng sẽ phân hủy khi bị nung nóng tới nhiệt độ 100 °C, 30 °C trên nhiệt độ sôi của nó.
Khi để lâu SO2Cl2 phân hủy thành lưu huỳnh dioxide và chlor, khiến cho khí cũ ngả sang màu hơi vàng.

## Sử dụng
Sulfuryl chloride thường được sử dụng làm nguồn cung cấp khí clo Cl2. Do là chất lỏng có thể rót được nên người ta coi nó là thuận tiện hơn Cl2 khi đo đạc, lưu giữ và pha chế.  SO2Cl2 được sử dụng rộng rãi làm chất phản ứng trong chuyển hóa C−H thành C−Cl gần các thành phần hoạt tính như các carbonyl và sulfoxide. Nó cũng clo hóa các alkan, alken, alkyn, hợp chất thơm, ether (như tetrahydrofuran) và epoxide. Các phản ứng như vậy diễn ra trong các điều kiện gốc tự do sử dụng một chất mồi như AIBN. Nó cũng được sử dụng để chuyển hóa các thiol hay disulfide thành các sulfenyl chloride tương ứng của chúng, mặc dù các sulfinyl chloride được tạo ra từ thiol trong một số trường hợp. SO2Cl2 cũng có thể chuyển hóa các alcohol thành alkyl chloride. Trong công nghiệp, sulfuryl chloride được sử dụng chủ yếu trong sản xuất thuốc trừ sâu. SO2Cl2 cũng có thể dùng trong xử lý len để ngăn co rút.

## An toàn
SO2Cl2 có độc tính, gây ăn mòn, và có thể dùng làm chất xịt hơi cay. Nó có thể tạo thành hỗn hợp bốc khói với nước, cũng như các dung môi donor như dimethyl sulfoxide và dimethylformamide.

## Sách tham khảo
- "Sulfuryl chloride CAS No.: 7791-25-5" (PDF). OECD SIDS. UNEP Publications. 2004. Bản gốc (pdf) lưu trữ ngày 28 tháng 2 năm 2007. Truy cập ngày 21 tháng 9 năm 2017.
- Maynard, G. D. (2001). "Sulfuryl Chloride". Encyclopedia of Reagents for Organic Synthesis. John Wiley & Sons. doi:10.1002/047084289X.rs140.